# كولتستاون (ميزوري)
كولتستاون (بالإنجليزية: Koeltztown)‏ هي إحدى المجتمعات الفردية (غير مصنفة) في ولاية ميزوري في الولايات المتحدة الأمريكية.
.